# Мировой Гран-при по волейболу 2011 (квалификация)
Европейский квалификационный турнир Мирового Гран-при по волейболу 2011 прошёл с 17 по 22 сентября 2010 года в Кальяри (Италия) с участием 6 национальных сборных команд. Было разыграно три путёвки на Гран-при-2011.

## Система квалификации на Гран-при-2011
От квалификации освобождены три сборные: Польша, Китай и Япония.
Сербия квалифицировалась в число участников Гран-при-2011 в качестве победителя розыгрыша Евролиги 2010 года.
Для стран-членов AVC в качестве квалификационного турнира был использован розыгрыш Кубка Азии 2010 года. По его итогам путёвки на Гран-при-2011 получили Таиланд и Южная Корея.
Страны-члены NORCECA и CSV отбирались на Гран-при-2011 по результатам розыгрыша Панамериканского Кубка 2010 года. Путёвки получили Доминиканская Республика, Перу, США, Куба, Аргентина и Бразилия.
Последняя вакантная путёвка была разыграна в стыковых матчах между сборной Казахстана (5-е место в розыгрыше Кубка Азии 2010) и сборной Алжира (чемпион Африки 2009).

## Команды-участницы европейской квалификации
Болгария, Германия, Италия, Нидерланды, Россия, Турция.

## Результаты
17—22 сентября.  Кальяри.
| М | Команда    | 1   | 2   | 3   | 4   | 5   | 6   | И | В | П | С/П  | О |
| - | ---------- | --- | --- | --- | --- | --- | --- | - | - | - | ---- | - |
| 1 | Германия   |     | 1:3 | 3:1 | 3:1 | 3:1 | 3:0 | 5 | 4 | 1 | 13:6 | 9 |
| 2 | Россия     | 3:1 |     | 1:3 | 3:1 | 3:2 | 3:1 | 5 | 4 | 1 | 13:8 | 9 |
| 3 | Италия     | 1:3 | 3:1 |     | 3:0 | 0:3 | 3:1 | 5 | 3 | 2 | 10:8 | 8 |
| 4 | Турция     | 1:3 | 1:3 | 0:3 |     | 3:0 | 3:0 | 5 | 2 | 3 | 8:9  | 7 |
| 5 | Нидерланды | 1:3 | 2:3 | 3:0 | 0:3 |     | 0:3 | 5 | 1 | 4 | 6:12 | 6 |
| 6 | Болгария   | 0:3 | 1:3 | 1:3 | 0:3 | 3:0 |     | 5 | 1 | 4 | 5:12 | 6 |

17 сентября: Россия — Нидерланды 3:2 (30:28, 22:25, 22:25, 25:22, 15:13); Германия — Турция 3:1 (21:25, 25:23, 25:19, 25:22); Италия — Болгария 3:1 (26:24, 25:22, 21:25, 25:23).
18 сентября: Германия — Нидерланды 3:1 (25:22, 24:26, 25:18, 25:21); Россия — Болгария 3:1 (25:15, 25:18, 18:25, 25:13); Италия — Турция 3:0 (25:15, 25:18, 25:16).
19 сентября: Россия — Германия 3:1 (25:19, 24:26, 25:10, 25:19); Турция — Болгария 3:0 (25:23, 25:16, 25:14); Нидерланды — Италия 3:0 (25:19, 25:20, 25:20).
21 сентября: Россия — Турция 3:1 (24:26, 25:22, 25:23, 28:26); Болгария — Нидерланды 3:0 (25:21, 25:17, 25:22); Германия — Италия 3:1 (25:22, 16:25, 25:20, 25:22).
22 сентября: Турция — Нидерланды 3:0 (25:17, 25:19, 25:20); Германия — Болгария 3:0 (26:24, 28:26, 25:22); Италия — Россия 3:1 (25:22, 17:25, 25:21, 25:20).
По итогам европейской квалификации путёвки на Гран-при 2011 года выиграли три лучшие команды —  Германия,  Россия и  Италия.

## Призёры
Германия: Катлин Вайсс, Денизе Ханке, Керстин Черлих, Саския Гиппе, Кати Радцувайт, Корина Сушке, Анне Маттес, Кристиане Фюрст, Хайке Байер, Маргарета Козух, Марен Бринкер, Лиза Томсен. Главный тренер — Джованни Гуидетти.
  Россия: Мария Борисенко, Леся Махно, Мария Перепёлкина, Любовь Соколова, Светлана Крючкова, Наталья Гончарова, Екатерина Гамова, Вера Улякина, Евгения Старцева, Екатерина Кабешова, Татьяна Кошелева, Юлия Меркулова. Главный тренер — Владимир Кузюткин.
  Италия: Кьяра Ди Юлио, Илария Гардзаро, Джулия Рондон, Энрика Мерло, Дженни Барацца, Серена Ортолани, Франческа Пиччинини, Валентина Арригетти, Элеонора Ло Бьянко, Антонелла Дель Коре, Лючия Бозетти, Симона Джоли. Главный тренер — Массимо Барболини.

## Азиатско-африканская квалификация
Казахстан —  Алжир.
12 мая 2011. Блида (Алжир). Казахстан — Алжир 3:0 (25:11, 25:13, 25:21).
14 мая 2011. Блида (Алжир). Казахстан — Алжир 3:0 (25:14, 25:13, 25:21).